# Szent Erzsébet-templom (Erzsébetváros)
A Szent Erzsébet-templom egy 18. századi örmény katolikus templom a romániai Erzsébetvárosban, az örmények egykori nagy erdélyi központjában. 1766–1791 között épült; eredetileg sokkal monumentálisabbnak szánták, de pénzhiány és a mocsaras terület miatt végül kisebb méretűre tervezték át. A 19–20. századok folyamán a város elveszítette mind örmény, mind katolikus lakosságát, így a templom kihasználatlanul áll, felújításra szorul. Barokk toronysisakjai közül az egyiket 1927-ben vihar vitte le, és azóta sem pótolták.

## Története

### Az örmények letelepedése
A Kelet és Nyugat határán fekvő középkori örmény államok a szeldzsuk és a mongol–tatár betörések miatt lehanyatlottak, a menekülő örmények pedig már a 9. század végétől krími diaszpórákat hoztak létre, ahonnan a 14–15 századok folyamán nyugat felé szóródtak tovább. Elsősorban lengyel fennhatóságú területeken alapítottak virágzó kolóniákat, de moldvai városokban is megtelepedtek (Jászvásár, Szucsáva, Botosán), ahol a fejedelmektől kiváltságokat kaptak, és szabadon gyakorolhatták vallásukat.
A tatár és kozák betörések, lengyel–török háborúk, továbbá az adópolitika és a vallási üldöztetés miatt a 17. századtól kezdve ezeknek az örményeknek egy része Erdély felé húzódott, és elsősorban a moldvai határ mellett kerestek menedéket, majd innen más városok felé vándoroltak. Az erdélyi betelepülést a történelmi hagyomány 1672-höz köti, azonban a valóságban ez több szakaszban ment végbe a 17. és 18. századok során. Székelyföldi örményeket már 1634-ben említenek, és Erzsébetvárosban is már 1672 előtt jelen voltak; az utolsó nagyobb örmény betelepülés (Csíkszépvíz) pedig 1742-ben volt. Az 1680-as években Verzár Oxendius örmény püspök katolikus hitre térítette az erdélyi örményeket.
Erzsébetvárosban – akkori nevén Ebesfalván – I. Apafi Mihály telepített 1685 körül le egy örmény csoportot, saját birtokán. A mocsaras területű helység ekkor még jóformán csak az Apafi-kastélyból állt, a közösség azonban hamarosan virágzó települést hozott létre. Verzár Oxendius püspök azt szorgalmazta, hogy az erdélyi örmények maradjanak egy tömbben, és mindannyian költözzenek az I. Lipót által 1696-ban átengedett szamosújvári uradalomra, azonban az ebesfalviak megtagadták ezt, és kérvényt intéztek a királyhoz, hogy ne kényszerítsék őket elköltözésre. 1733-ban Ebesfalva kiváltságlevelet kapott III. Károlytól, a település nevét pedig Erzsébetvárosra változtatták a császárné védőszentje után. 1740-től külön örmény főesperességet alkotott. 1786-ban II. József szabad királyi városi rangra emelte.
Temetőjüket és a Rákóczi-szabadságharc alatt elpusztult fakápolnájukat már 1712-ben említik. Első, torony nélküli kőtemplomukat – melyet a mai források legtöbbje erzsébetvárosi ótemplomnak nevez – 1723-ban emelték a Szentháromság tiszteletére az említett temető cintermében példás közösségi összefogással, és 1725-ben szentelték fel; ugyanabban az évben, mint a szamosújvári Salamon-templomot. 1763-ban a Nagy-Küküllő áradása megrongálta; ekkor vetették fel egy új örmény templom építésének ötletét (amelynek alapkövét 1766-ban el is helyezték). 1773-ban ismét árvíz pusztította. A 19. század folyamán többször felújították, azonban a hívek számának fogyatkozása miatt a század végére már nem volt szükség az ótemplomra, így fontosabb berendezési tárgyait a nagytemplomba vitték, majd 1905-ben elbontották. Az ótemplomon kívül több, viszonylag rövid életű örmény kápolna is állt Erzsébetvárosban, amelyek az alapító családok kihalása után elromosodtak (napjainkra csak a Török család által 1771-ben emelt kápolna maradt fenn, amelyet ma evangélikus templomként használnak).

### A templom építéstörténete
A Szent Erzsébet-templom és a berendezés történetét illetően kevés tanulmány áll rendelkezésre. Egyrészt a városi levéltári anyag (amely jelenleg a gyulafehérvári állami levéltár mélyén alussza álmát) ide vonatkozó részeit senki nem dolgozta fel; másrészt a művészettörténeti szakirodalom igen keveset foglalkozott az erdélyi örményekkel.
Miután az ótemplomot árvíz rongálta, az új nagytemplom helyét az árvíztől védett Piactéren, az Apafi-kastély szomszédságában jelölték ki, a munkálatokat pedig 1766 nyarán kezdték el. Az eredeti tervek szerint az épület sokkal nagyobb lett volna, melyet a kezdeti alapozás is tanúsít (a hatalmas szentély a jelenlegitől tekintélyes távolságra feküdt volna), azonban egyrészt pénzhiány, másrészt a mocsaras terület miatt 1767-ben leálltak a munkálatokkal. 1777-ben az egyházi elöljárók egyeztettek a városi tanáccsal, és egy kisebb templom építése mellett döntöttek, az új tervek elkészülte után pedig folytatták az építkezést. A munkálatokhoz Mária Terézia, vallásos társulatok és magánszemélyek is adományoztak pénzt.
1783-ban a templomtornyok keresztjeinek felszereléséről adnak hírt, vagyis a szerkezeti váz ekkor már kész volt. A toronygombirat megemlíti a munkálatok kivitelezőit: az építkezés irányítója Franz Gindtner (Kinther Ferenc) prágai származású, Kolozsváron élő mester, mellette részt vett Jacob Martini kőműves, Anton Überlacher ács, Johan Steller rézműves, Csávási Albert festő. A templom tervezőjének kilétéről nem maradt fenn megbízható okmány; egy szöveg szerint Franz Xaver Martinelli bécsi udvari építészhez köthető, bár nem tudható, hogy a templom kezdeti, monumentális terve, vagy pedig a későbbi, kisebb méretűre való átalakítás fűződik a nevéhez.
A berendezés nagy része feltehetőleg 1783 és 1791 között készült; megjegyzendő, hogy a mellékoltárokat – a szamosújvári templommal ellentétben – nem a közösség és vallási társulatok állíttatták, hanem a város gazdag örmény családjai. A készítőkről nem maradtak fenn feljegyzések, és csak stíluselemzés segítségével köthetőek adott mesterekhez. Egy ilyen elemzés a legtöbb oltárt Hoffmayer Simon kolozsvári szobrász műhelyéhez köti, bár nem világos, hogy mely darabokat készítette Hoffmayer, és melyeket a műhely többi szobrásza, kivitelezéseikben ugyanis eltérések vannak. Feltételezések szerint közreműködött Csűrös Antal szobrász és Csűrös József festő is.
A templom és berendezése 1791-re készült el teljesen, és június 28-án szentelte fel Batthyány Ignác püspök Árpád-házi Szent Erzsébet tiszteletére.

### A 19. századtól
Az örmények száma a 18. században egyre növekedett, azonban a 19. századtól fokozatosan csökkenni kezdett. Ez egyrészt a magyarosításnak tudható be, másrészt annak, hogy Batthyány Ignác püspök 1786-ban feloszlatta az önálló örmény püspökséget és római katolikus főesperességekbe osztotta be a plébániákat. Ezek eredményeként a katolikus örmények mind nyelvileg, mind kulturálisan könnyen asszimilálódtak a magyar lakosságba (ellentétben az ortodox örményekkel, akik sokkal nehezebben adták fel identitásukat). Ezeken felül az is közrejátszott, hogy egy néhány ezer lakosú kisváros nem tudott munkát nyújtani száznál is több értelmiségi- és kereskedőcsaládnak, így egy részük a nagyobb városokba szóródott szét.
Az épületet számos alkalommal restaurálták, de részletesebb adatok azonban csak a 19. század végétől állnak rendelkezésre. 1880-ban, 1884-ben és 1896-ban nagyobb felújításokat végeztek. 1900-ban időszerűvé vált a boltozat repedéseinek kijavítása, azonban sem a város, sem az egyház nem tudott pénzt elkülöníteni erre a célra. 1901-ben módosításokat végeztek a főhomlokzaton, feltehetőleg ekkor falazták be a második szint félköríves ablakát, és ekkor szerelték fel az órát is. 1911-ben újabb javításokat végeztek, azonban 1915-ben egy földrengés megrongálta a templomot, életveszélyessé téve az épületet.
A román hatalomátvétel után a városvezetés többé nem támogatta anyagilag a katolikus egyházat, az egyházközségnek pedig nem volt pénze, így a templom egyre romosabb állapotba került, a hajó boltozata omladozni kezdett. A hívek adakozásából és kegytárgyak eladásából végül 1924-ben mégis sikerült a főbb restaurálási munkálatokat elvégeztetni, a templomot pedig újraszentelték. 1927. július 2-án egy szélvihar levitte az északnyugati torony barokk sisakját, amelyet később sosem állítottak vissza, csak egy alacsony sátortetőt tettek a helyébe.
1930-ban létrejött a Romániai örmény katolikus ordináriátus, azonban ekkorra az örmény hívek már teljesen elmagyarosodtak, a liturgiát nem értették, kulturális örökségük idegenné vált számukra. A második világháború után hatalomra került kommunisták nem ismerték el az Ordináriátust, így 1953-ban a plébániákat a gyulafehérvári érsekséghez csatolták.
Míg az 1850-es népszámlálás 689 örményt számlált a 2224 lakosságú városban, a 21. század elején már csak tizenketten vallották magukat örménynek, és a katolikusok száma is 3% alatt volt. Az utolsó örmény plébános 1990-ben hunyt el.

## Leírása

### A templomépület
A piactérre néző főhomlokzat nehézkes, korai barokk stílusú. Meghatározó eleme a kettős torony, melyek közül a délkeletit barokk toronysisak, az északnyugatit viszont (az 1927-es vihar után) csak alacsony sátortető fedi. A homlokzatot az alsó szinten toszkán-, a középsőn jónfejezetes pilaszterek osztják három tengelyre, melyek a tornyok szintjén is folytatódnak. A szinteket erőteljes, golyvázott párkány választja el a hajó tetőzetének magasságában, illetve a tornyok alapjánál. A szélső tengelyek mindhárom szintjén – így a tornyokon is – félköríves ablakok láthatóak, míg a középső tengelyt az óra, egy nagyobb ablak, és a hangsúlyos főbejárat jellemzi.
A főbejáratot kompozitfejezetes oszlopok és pilaszterek fogják közre, az ezeket összefogó párkányon két puttó volt, melyek közül a jobb oldali elpusztult. A füzérdíszes kronosztikon kiemelt számai 1790-et adnak: DEO ELISABETHAEQVE PROTECTRICI SVAE ARMENA PIETAS EXTRVXIT. A félköríves szoborfülkékben Szent Péter, Szent Pál és Szent Erzsébet szobrai láthatóak, a szalagfonatos díszítésű attikán pedig Szent Gellért és egy mára már felismerhetetlen alak áll.
Hosszanti elrendezésű csarnoktemplom; a homlokzattal ellentétben a belteret a késő barokk dinamikája jellemzi. A hajót három szakaszból álló csehsüvegboltozat fedi, és hullámos kiképzésű pilaszterek tagolják. A boltíves diadalívvel elválasztott szentély az északkeleti oldalon van, két oldalán szimmetrikusan elrendezett, szegmensíves ablakokkal áttört háromszintes mellékterekkel. Az egyenes záródású szentély félköríves apszisban folytatódik.

### Berendezése
A főoltáron kívül hat mellékoltár, szószék, orgona, és padok alkotják a templom berendezését. Mivel a legtöbb tárgy ugyanabban az időszakban, feltehetőleg 1783 és 1791 között készült, a berendezés egységes stílusú együttest képez, a késő barokkból a klasszicizmusba való átmenetet képviselve.

#### A főoltár
Bár készítőjéről nem maradt fenn feljegyzés, a főoltár nagy valószínűséggel Hoffmayer Simon kolozsvári szobrász műhelyéből származik, így ez az első olyan Hoffmayer-főoltár, melyet teljes egészében ő tervezett (egyetlen korábbi ismert munkájához, a gyulafehérvári érseki székesegyház oltárához egy meglevő felépítményt használt).
Az oltárépítmény barokk jegyeket mutat, az azt közrefogó hatalmas, kannelúrás korinthoszi oszlopfős pilaszterek és oszlopok viszont klasszicista stílusúak. Az oszlopok két oldalán Szent Péter és Szent Pál szobrai állnak kanellúrás posztamenseken, egyes részeik azonban hiányoznak. Az oszlopok tetején konzolos párkányok, ezeken pedig tört kosáríves oromzat áll, közepében a Szentháromság-szoborcsoporttal. Ezek a szobrok aranyszínű sugarak előtt jelennek meg: az Atya és a keresztet tartó Fiú szimmetrikus elrendezésben egy földgömb két oldalán, középen pedig a galambként ábrázolt Szentlélek.
Az oltárkép félköríves keretben van, a keret fölött kék alapon barokkos arany levéldíszek futnak. Készítője a szignó és a stílus alapján Veress Mátyás barokk festő, és valószínűleg Johann Christoph Winkler Gran egyik, mára már elveszett oltárképének leegyszerűsített másolata. A provinciális hatású festmény Árpád-házi Szent Erzsébetet ábrázolja, amint alamizsnát oszt a szegényeknek: a kék-arany ruhás, díszes palástot viselő szent egy palotakertben látható, mögötte oszlopokkal és egy épületrésszel, balján a 18. században divatos füzéres urnával. Mellette kisfia, udvarhölgyei, testőr és egy férfialak áll. Kovács Bálint és Szilárdfy Zoltán történészek szerint Szent Erzsébet alakja Mária Terézia arcvonásait viseli, a kisfiú pedig II. Józseféit. A szegények rongyos ruhában gyülekeznek a kép bal alsó oldalán, közülük többen torzak vagy fogyatékosak. Az égi dimenziót a kép felső részét benépesítő angyal- és puttófigurák alkotják, akik közül egyik koronát, egy másik pedig bőségszarut tart.
A tabernákulum hármas tagolású, az ajtó két oldalán szoborfülkékkel, amelyek közül a bal oldali Izsák feláldozását jeleníti meg, a jobb oldali pedig Mózest a törvénytáblákkal és kígyós bottal. Középen a félköríves, zöldes márványutánzatúra festett ajtó a felhőn lebegő frigyládát ábrázolja, tetején báránnyal.

#### A mellékoltárok
A hat mellékoltár közül négy szintén a 18. század végén készült, kettő pedig a 19. század során. Az oltárok az evangéliumi (északnyugati) oldal felől indulva a következők:
- A Rózsafüzér királynője-oltár a templom legegyszerűbb felépítményű, visszafogott klasszicista stílusú mellékoltára. Díszítőelemei elnagyoltak, valószínűleg nem a Hoffmayer-műhely, hanem egy kevésbé tehetséges szobrász készítette az 1820-as években. Kőasztalán áll az ótemplomból megmenekült régi réz tabernákulum, az oltárképet pedig kannelúrázott oszlopok fogják közre. A képen Szűz Mária a felhőkből ereszkedik alá, karján tartva a gyermek Jézust, alattuk pedig Guzmán Szent Domonkos és Sziénai Szent Katalin térdel. A festmény fölött zárókő és lunetta áll. Egy forrás szerint az oltár Csiki Tódor megrendelésére készült, bár az alig kivehető címer inkább az Issekutz családéra hasonlít.[15]
- A Szent István-oltár szintén klasszikus hatású, azonban gazdagabb faragású, és barokk jegyeket is hordoz: a gondosan kidolgozott klasszicista elemeket barokk díszítés (akantuszlevelek, virágfüzérek, puttók) egészíti ki. Alaprajza lépcsőzetes kiképzésű, félköríves keretbe foglalt oltárképét oszlopok fogják közre. A mozgalmas barokk festmény Szent István vértanú megkövezését ábrázolja; a szent diakónusi öltözetben, átszellemült arccal térdel, miközben felbőszült alakok köveket dobnak rá, vagy pedig passzívan nézik az eseményt (az utóbbiak között van Pál apostol). A felhők közül a Szentháromság néz alá. Az oltárkép két oldalán két 20. századi szobor áll (Mária és József), amelyek sem témájukban, sem stílusukban nem illenek az oltárhoz.[15]
- A Szent Joachim és Szent Anna-oltáron érhető tetten a legtöbb, bizonyítottan Hoffmayer-műhelyre jellemző részlet. Szintén klasszicista stílusú, kannelúrás oszlopokkal és szívlécsoros díszítésekkel, azonban késő barokk elemeket is tartalmaz. Az oltárépítményt félköríves lunetta koronázza, melynek belsejében kazettákba foglalt rozetták vannak, alatta puttófejek és a galambként ábrázolt Szentlélek. Az oltárkép Joachimot, Annát (a katolikus hagyomány szerint Mária szülei) és a tizenéves Máriát ábrázolja, a háttérben angyalokkal. A kép két oldalán Zakariás és Erzsébet szobrai állnak, a képet közrefogó két oszlop lábazatán pedig Szűz Mária életéből való jeleneteket ábrázoló domborművek vannak (bemutatása a templomban, eljegyzése, Angyali üdvözlet, Mária és Erzsébet találkozása).[15]
- A Szent József-oltár különbözik az előbbi mellékoltároktól, ugyanis teljes egészében kőből készült (az aranyozott fa díszítményeket kivéve), és sokkal több ornamenset hordoz. Két oldalán kannelúrás pilaszterek vannak, tetejükön urnákkal, és íves, növénydíszes elemek kötik őket a középső mezőhöz. Az éptményt lunetta koronázza, amelynek barokk kartusában az Izsák család kereskedőjele látható. Szintén az Izsák családra utal a posztamenseken álló négy szobor, a család tagjainak védőszentjei (János evangélista, Páduai Szent Antal, Keresztelő János, Szent István vértanú). Az oltárkép Szent József halálát ábrázolja, az ágyon fekvő alakot Mária és Jézus fogja közre, mögöttük egy angyal áll.[15]
- A Világosító Szent Gergely-oltár szintén kőből készült, stílusa klasszicizáló késő barokk, talapzata egyszerű. A Szent József-oltárhoz hasonlóan kannelúrás pilaszterek keretelik, tetejükön urnákkal, felül lunettával; ezen felül tabernákulumja is megegyező, szobrai azonban nincsenek, és a faragványok is sokkal plasztikusabbak. A lunetta kartusának tanúsága szerint a Lengyel család állíttatta. Az oltárkép az örmények apostolának, Világosító Szent Gergelynek elterjedt ikonográfiai ábrázolását követi, amint megkereszteli III. Tiridát örmény királyt. A részletek hasonlóak a főoltár képéhez, így feltételezhető, hogy Veress Mátyás festette.[15]
- A jelenlegi Szent kereszt-oltárt csak 1868-ban állították, azonban az okmányok szerint már 1791-ben is állt itt egy egyszerű, feltehetőleg ideiglenes Szent kereszt-oltár. Egy új oltár elkészítését már 1831-ben tervbe vették, 1845-ben gyűjtést kezdeményeztek, majd 1867-ben Pekáts Friedrich szobrász elvállalta a mű elkészítését. Mintájául a Szent István-oltár szolgált, amellyel majdnem minden részletében megegyezik, bár egyszerűbb annál. A festmény Jézus kereszthalálát ábrázolja, raja kívül csak Mária szerepel a képen. Az oltárkép két oldalán Szent Lőrinc és Szent Sebestyén vértanúk szobrai állnak, amelyek eredetileg nagy valószínűséggel a Szent István-oltárt díszítették.[15]

#### Egyéb tárgyak
A szószék kosarát zöldes és vöröses márvány burkolja, rajtuk aranyozott növényi díszítésekkel; lezárása gerezdelt félgömb. A hangvető alján a Szentlelket jelképező galamb látható, tetején pedig pásztorfigura, nyakában báránnyal, kezében bottal. Bár a mű a Hoffmayer-szószékek elemeiből építkezik, a stílusjegyek és a díszítés megcáfolja azt, hogy Hoffmayer műhelyében készült volna.
Orgonája a délnyugati karzaton áll, két szimmetrikus szárnya között boltíves ablak töri át a főhomlokzatot. Sem az orgonamű, sem a díszes barokk orgonaszekrény eredeti készítője nem ismert. Az orgonaművet többször javították, majd 1902-ben Sonkenik János szegedi orgonaépítő teljesen átalakította és kibővítette. 1924-ben, a templom általános restaurálásakor kijavították.
A szentélyben két négyosztatú stallum áll, a hajóban pedig négy csoportban tizenkét padsor, viszonylag egyszerű kiképzéssel; ezek a 19. század elejére datálhatóak. A diadalív két oldalán Keresztelő Jánost és az Őrangyalt ábrázoló festmények vannak; az utóbbit 1896-ban vásárolták egy elveszett, 1822-es Nepomuki Szent János-festmény helyébe.

## Képek

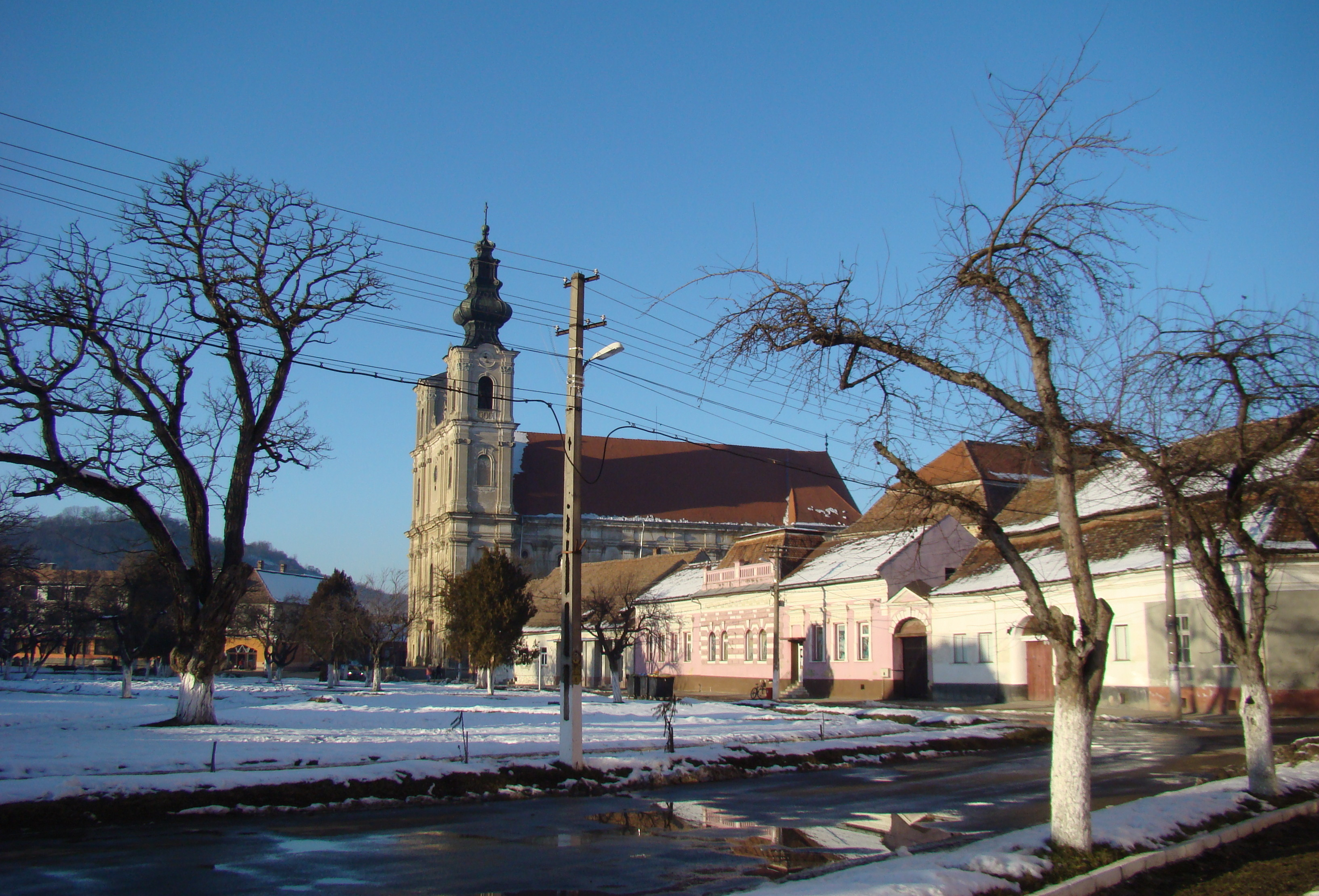
A templom a piactéren
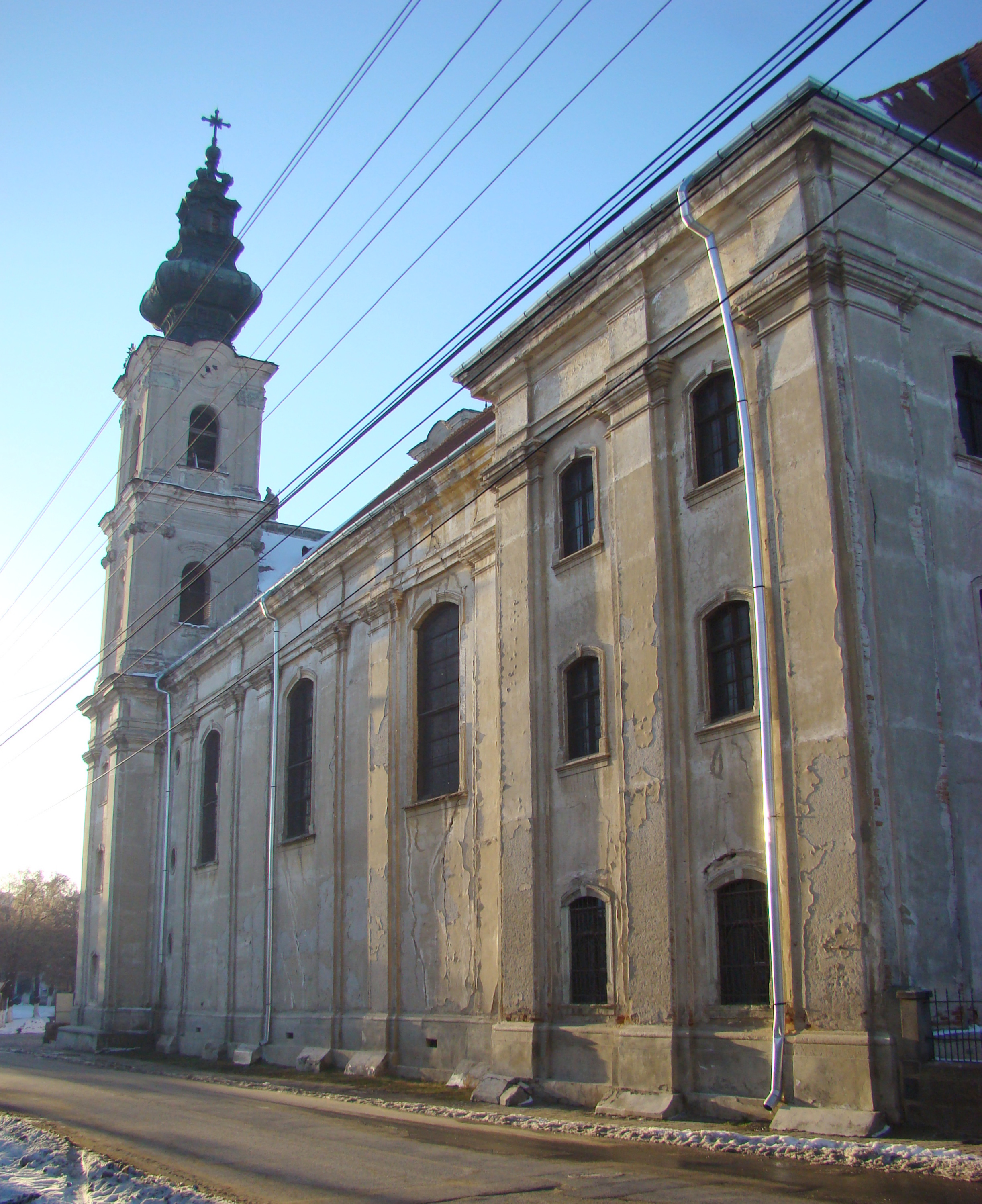
A templom keletről
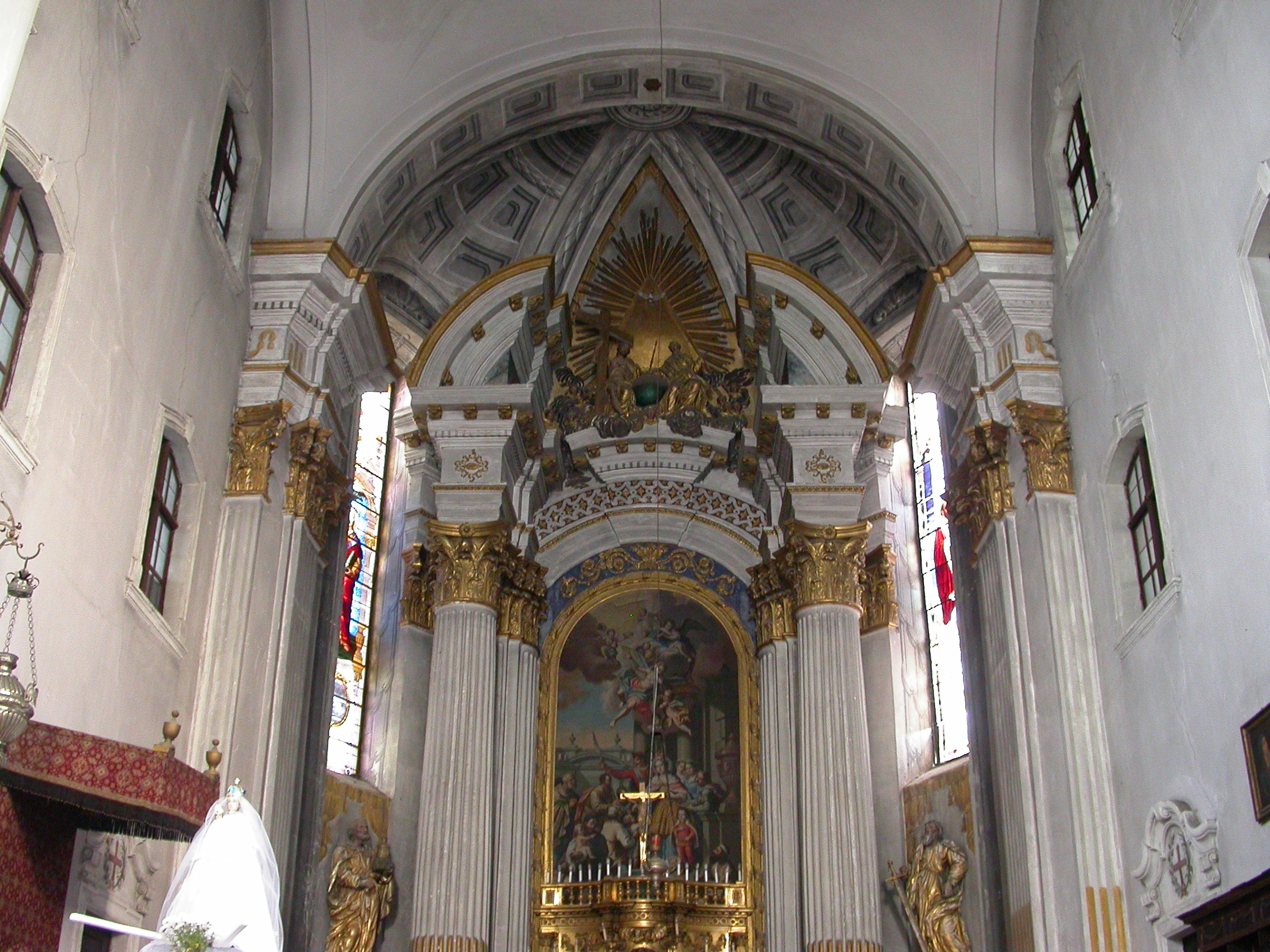
A főoltár
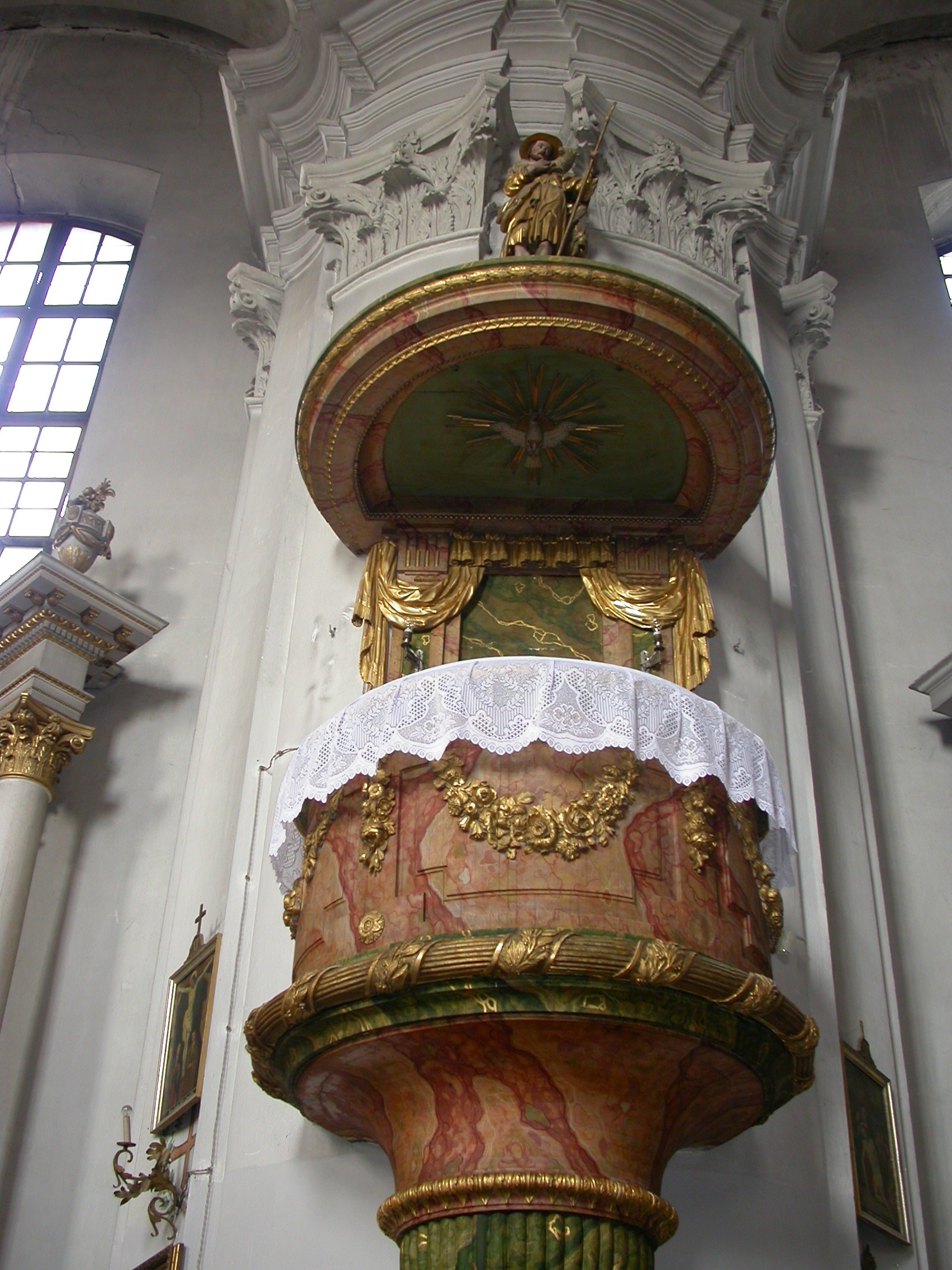
A szószék